# Elsa Järpehag
Elsa Ann-Marie Järpehag, ogift Ahnlund, född 20 juni 1965 i Annedals församling, Göteborg,, är en svensk kristen musiker, sångare, kompositör och textförfattare som är knuten till Livets Ord. 
Elsa Järpehag föddes i Göteborg som dotter till läkaren Gunnar Ahnlund och psykoterapeuten Karin Ahnlund, född Wahllöf . Hennes farfar är läkaren Hans Olof Ahnlund och farfars far historiken Nils Ahnlund. Hon kom under uppväxtåren till Ljusfallshammar i Östergötland, där hon träffade Bo Järpehag som hon gifte sig med 1984.
Paret är ledare för lovsångsbandet Miracle Music som funnits sedan 1980-talet och gett ut flera album. Deras lovsånger sjungs inte bara inom Livets Ord där de själva är engagerade, utan i alla kristna sammanhang som övriga frikyrkoförsamlingar och Svenska kyrkan. 
Bland de sånger Elsa och Bo Järpehag gjort märks exempelvis Du omsluter mig på alla sidor och Herre till vem skulle jag gå. Även andra artister har gett ut deras sånger. 
Makarna Järpehag är sedan 1980-talet bosatta i Storvreta utanför Uppsala.

## Diskografi i urval
- 1986 – Miracle Music: Upphöj Jesus lejonet av Juda
- 1989 – Miracle Music: Älska mina ord
- 1993 – Miracle Music: This gospel of the kingdom
- 1996 – Miracle Music: Jesus now and forever
- 1999 – Miracle Music: Värdigt är Guds lamm
- 2006 – Miracle Music: Evige Gud, lovsånger av Bo & Elsa Järpehag
- 2007 – Miracle Music: Evangelium